# 234
Het jaar 234 is het 34e jaar in de 3e eeuw volgens de christelijke jaartelling.

## Gebeurtenissen

### Europa
- Keizer Alexander Severus en zijn moeder Julia Mamaea komen aan in Mogontiacum (huidige Mainz). Om de vrede te bewaren in Germania Superior, voert Alexander onderhandelingen en schenkt geld aan de Alemannen. Dit tot afschuw van de Romeinse legioenen, die een offensief willen forceren aan de Rijngrens.

### Syrië
- Marcus Antonius Gordianus "Africanus", gouverneur van Syria, verdedigt in Mesopotamië de limes aan de Eufraat tegen aanvallen van de Sassaniden.

### China
- Slag op de Wuzhang-velden: Krijgsheer Sima Yi verslaat in Shaanxi het Shu Han-leger (100.000 man) onder bevel van Zhuge Liang.

## Overleden
- Han Xiandi (53), keizer van het Chinese Keizerrijk
- Zhuge Liang (53), Chinees strateeg en eerste minister